# Museo Dalnavert
Dalnavert, también conocida como casa MacDonald, es una casa museo localizada en Winnipeg, Manitoba, Canadá. Se encuentra situada en la restaurada casa de Sir Hugh John Macdonald, ex primer ministro de Manitoba y el hijo de Sir John A. Macdonald. La casa es un ejemplo de arquitectura de estilo Reina Ana. Es propiedad y operada por la Sociedad Histórica Manitoba.
Fue cerrada temporalmente en noviembre de 2013, pero fue reabierta en mayo de 2015. Fue designada como un sitio histórico nacional de Canadá en 1990.